# Johann Baptist Emanuel Pohl
Johann Baptist Emanuel Pohl, né le 23 février 1782 à Kamnitz en Bohême et mort le 22 mai 1834 à Vienne, est un botaniste et minéralogiste autrichien.

## Biographie
Pohl arrive à l'âge de huit ou neuf ans chez son oncle à Pölitz qui fait naître en lui le goût de la botanique. Il poursuit ses études secondaires au lycée classique de Prague, puis ses études supérieures de médecine à l'université de Prague qu'il termine en 1808. Il se consacre ensuite à la minéralogie de la Bohême à propos de laquelle il fait paraître plusieurs articles. Il devient assistant à la chaire du professeur Johann Christian Mikan (1769-1844), tout en étant médecin dans un hôpital militaire.
Il prend part avec le professeur Mikan et une douzaine d'autres savants à l'expédition scientifique autrichienne au Brésil commandée par la couronne en 1817 et retourne en Autriche en 1821. Pendant son séjour au Brésil, il explore les provinces de Minas Gerais, Minas, Goias, Bahia, Rio de Janeiro et une trentaine de fleuves brésiliens. Il recueille environ quatre mille espèces inconnues jusqu'alors. Il effectue également des recherches en minéralogie et en entomologie. Il découvre des gisements d'or et de diamants.
À son retour, il devient conservateur au cabinet d'histoire naturelle de la Cour, ancêtre du Muséum d'histoire naturelle de Vienne et fait paraître les deux volumes de son Voyage à l'intérieur du Brésil (Reise im Innern von Brasilien), ainsi que Plantarum Brasilliae icones et descriptiones hactenus ineditae à propos de la flore brésilienne.

## Quelques publications

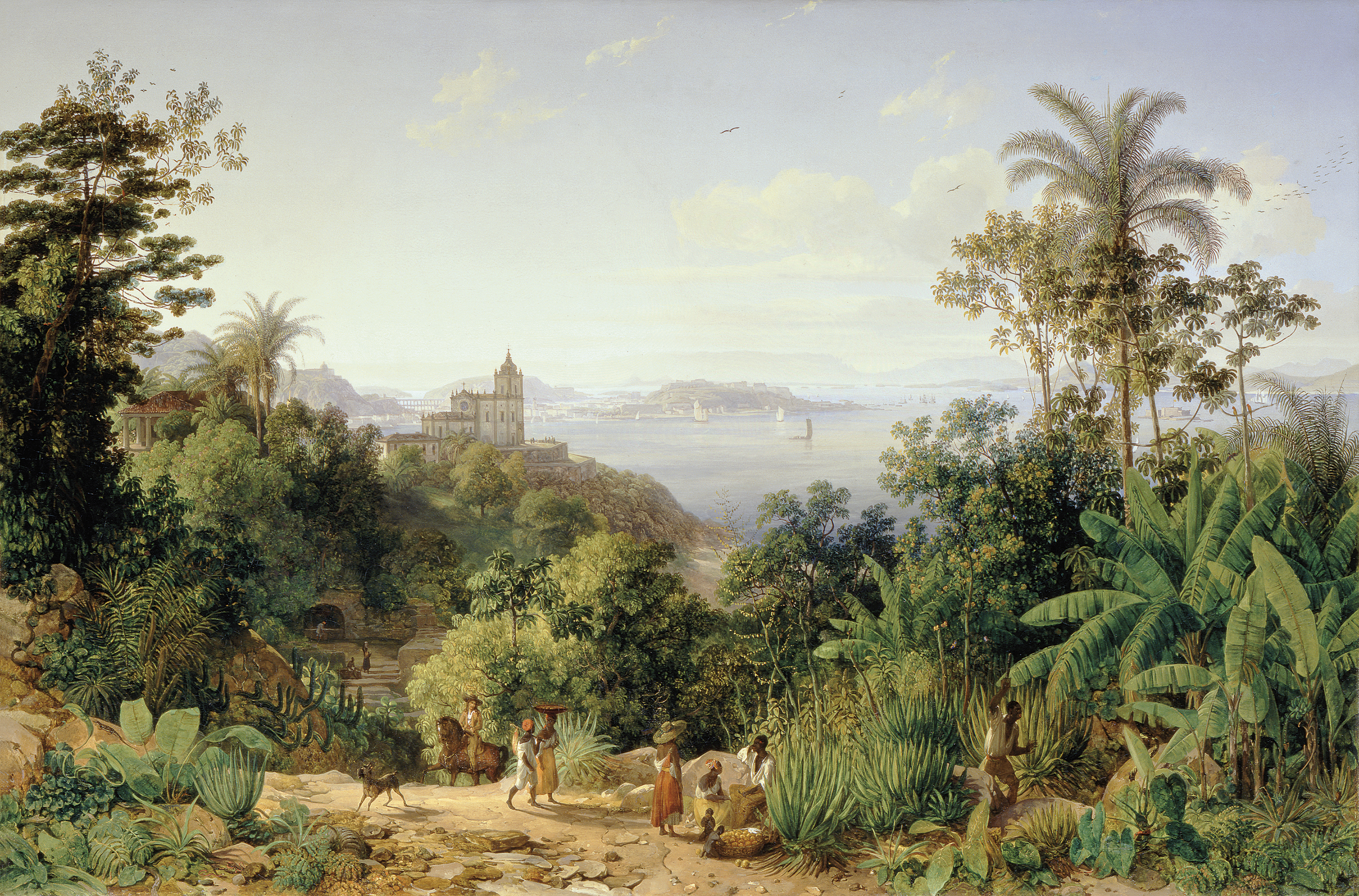
Vue des environs de Rio de Janeiro par Thomas Ender, membre de l'expédition autrichienne au Brésil

- Adumbrationes plantarum juxta exemplaria naturalia, 1804.
- Tentamen florae Bohemiae, 1809-1814.
- Plantarum Brasilliae icones et descriptiones hactenus ineditae, 1826–1833.
- Reise im Inneren von Brasilien, 1832–1837.